# Rostany
Rostany (en llatí Rostagnus, en francès Rostaing) fou el primer comte de Girona (que llavors incloïa els pagi de Besalú i d'Empúries) del 785 fins a una data entre el 801 i el 811. Va ser nomenat per Carlemany just després que Girona es lliurés als carolingis.

## Orígens i nomenament
La ciutat de Girona i els territoris dels voltants, igual que gairebé tota la península Ibèrica, estaven sota domini àrab des de la conquesta musulmana ocorreguda entre els anys 711 i 720. Segons el Cronicó de Moissac, l'any 785, la noblesa local (goda) va expulsar els governadors àrabs de Girona i va lliurar la ciutat (i també Besalú) als carolingis (liderats pel comte Guillem de Tolosa). En aquest nou territori, els francs van crear el comtat de Girona que inicialment incloïa els pagi de Besalú i Empúries i Rostany va ser nomenat comte de Girona per Carlemany, rei dels francs.
Com hem dit, la ciutat no va ser conquerida sinó que es va lliurar voluntàriament. Els probables motius d'aquesta conducta els trobem en la política que els francs estaven duent a terme amb les ciutats ja conquerides a Septimània, tant de respecte a les autoritats locals com de les bones condicions de l'establiment dels hispans refugiats, i també pel temor de veure's perjudicats per les lluites entre els valís de Barcelona i Saragossa. Això sembla indicar que Rostany era d'origen got; podria ser un hispà refugiat a Septimània fugint del domini àrab o bé un noble got de la regió, dels que van expulsar els àrabs de la ciutat. En el primer cas, podria ser un tal Rostagnus que el 3 de juny del 782 presidí un judici a Narbona.

## L'expedició àrab del 793
L'any 789, Urgell es va lliurar també als carolingis. Aquests èxits francs donaren ànims a aquells àrabs de la regió que eren contraris al poder de l'emir de Còrdova; entre el 789 i el 791 hi hagué diverses revoltes amb la intenció de lliurar les ciutats de Barcelona, Tortosa, Saragossa i Osca als francs, però els exèrcits de l'emir Hixam I ho impediren. Per assegurar-se el control de la zona, l'emir envià una sèrie d'expedicions punitives contra la Septimània. Especialment important va ser l'expedició del 793, dirigida pels germans Abd al-Malik i Abd al-Karim. Rostany fortificà les muralles de Girona i va defensar bé el territori de manera que els àrabs no van poder prendre la ciutat.
Algunes fonts expliquen que en algun moment entre els anys 793 i 797 la ciutat va tornar a caure en mans dels musulmans procordovesos. Finalment, el 798, els francs van poder reocupar Girona i Rostany va ser restaurat com a comte. D'altres fonts, tot i mencionar l'expedició del 793 i també dues més el 795 i el 796, no fan referència a aquest breu període de conquesta musulmana.

## La conquesta deBarshiluna
A més de defensar el territori, els comtes de comtats fronterers com Girona tenien una altra obligació: participar en les expedicions carolíngies contra territori musulmà. L'any 795, un magnat got de nom Joan va organitzar, amb l'ajuda de Rostany, una expedició fallida contra Barcelona. Però l'expedició més important en la que participà Rostany va ser la del setge i conquesta de Barcelona dels anys 800-801. En la Vida de Lluís el Pietós s'explica que l'exèrcit franc, manat per Lluís el Pietós, llavors rei d'Aquitània, estava dividit en tres cossos: un d'ells, dirigit per Rostany, va acampar prop de Barcelona i va ser el que realment va començar el setge de la ciutat; els altres dos, manats per Guillem de Tolosa i pel mateix Lluís, s'hi van unir una mica més tard. El setge va durar des de la tardor de l'any 800 fins a l'abril del 801, quan finalment la noblesa local va revoltar-se i va lliurar la ciutat als atacants.

## Fi del govern
La data de la fi del govern de Rostany no està clara. La majoria de fonts donen l'any 801; d'altres, el 811 i d'altres no donen cap data concreta sinó que es limiten a dir que a partir de cert any ja hi havia una altra persona en el govern del comtat de Girona. Igualment se'n desconeix la causa: mort, destitució...
Se sap que l'any 812, diversos comtes de les regions de Septimània i Gòtia, entre ells el comte de Girona i Besalú, van viatjar fins a la cort de Carlemany a Aquisgrà per assistir a un judici referent a una acusació d'imposició de tributs excessius sobre la terra que un grup de terratinents hispans feia contra ells. Això fa pensar que pel 812 el comte de Girona era un oficial reial (els encarregats de recaptar els tributs per a l'emperador) i no un terratinent hispà.
D'altra banda, tot sembla indicar que el seu successor va ser un magnat d'origen dubtós anomenat Odiló, del que es fa esment per primer cop el 2 d'abril del 812.